# Мендерес, Мераль
Мера́ль Ме́ндерес (тур. Meral Menderes; 1933, Стамбул — 27 декабря 2011, Малтепе, Стамбул) — турецкая оперная певица в партии сопрано.

## Биография
Мераль Мендерес родилась в городе Кушадасы, ил Айдын, в 1933 году. Первые уроки пения она брала у Мунира Джейхана в Стамбульской муниципальной консерватории. Далее она получила образование в недавно созданной Оперной студии. Её наставниками были различные иностранные и турецкие тренеры по вокалу.
Дебютировала на сцене 19 марта 1960 года, исполнив оперу Джакомо Пуччини «Тоска», поставленную в основанной в 1959 году Стамбульской городской опере. Следующее её выступление было в опере «Мадам Баттерфляй». Её дальнейшие роли были следующие: Сантуцца («Сельская честь»; Пьетро Масканьи) и в «Богеме». В опере «Турандот», поставленной в Анкаре, она сыграла и принцессу Турандот, и рабыню Лю; сыграла роль Антонии в «Сказках Гофмана» (Жак Оффенбах). Также выступала в таких операх, как «Макбет» (Джузеппе Верди), «Бал-маскарад» (Джузеппе Верди), «Проданная невеста» (Бедржиха Сметана) и «Трубадур» (Джузеппе Верди).
Была известна как носительница сопрано с естественным и звучным голосом в верхнем диапазоне вокала. Мераль Мендерес была одной из первых оперных певиц в республиканскую эпоху. Она почти 30 лет выступала на сцене.
В 2010 году была удостоена к 50-летию основания Стамбульской оперы «Художественной премии», присуждённой Ренгимом Гёкменом, генеральным директором турецкого Государственного театра оперы и балета.
Скончалась в возрасте 78 лет в своём доме в районе ила Стамбул Малтепе 27 декабря 2011 года. Похоронена на кладбище Кючюкьялы после поминальной церемонии, проведённой в Оперном театре Сюрейя, и религиозной панихиды в Мечети Малтепе.